# Довгий (струмок)
Довгий — річка-струмок в Україні, у межах колишніх Оратівського та Іллінецького району Вінницької області. Ліва притока р. Синарна (притока Собу, басейн Південного Бугу). 
Довжина — 5,4 км, площа басейну - 14,8 км².
Тече через села Стрижаків та Бабин. Впадає у Синарну за 6 км від гирла. 